# Wollin (Brandenburgia)
Wollin – gmina w Niemczech w kraju związkowym Brandenburgia, w powiecie Potsdam-Mittelmark, wchodzi w skład urzędu Ziesar.